# Hylophilus
Hylophilus – rodzaj ptaków z podrodziny wireonków (Vireoninae) w obrębie rodziny wireonkowatych (Vireonidae).

## Występowanie
Rodzaj obejmuje gatunki występujące w Ameryce Środkowej i Południowej.

## Morfologia
Długość ciała 11,4–13 cm; masa ciała 8–14 g.

## Systematyka

### Etymologia
- Hylophilus (Hylophila): gr. ὑλη hulē „lesisty teren, las”; φιλος philos „kochający”, od φιλεω phileō „kochać”[8].
- Thaumasioptera: gr. θαυμασιος thaumasios „cudowny”, od θαυμα thauma, θαυματος thaumatos „cud, cudo, dziw”; -πτερος -pteros „-skrzydły”, od πτερον pteron „skrzydło, wiosło”[4].

### Podział systematyczny
Do rodzaju należą następujące gatunki:
- Hylophilus amaurocephalus (von Nordmann, 1835) – leśniak brazylijski
- Hylophilus poicilotis Temminck, 1822 – leśniak rdzawołbisty
- Hylophilus flavipes Lafresnaye, 1845 – leśniak ubogi
- Hylophilus semicinereus P.L. Sclater & Salvin, 1867 – leśniak szaroszyi
- Hylophilus brunneiceps P.L. Sclater, 1866 – leśniak brązowogłowy
- Hylophilus thoracicus Temminck, 1822 – leśniak żółtopierśny
- Hylophilus olivaceus von Tschudi, 1844 – leśniak oliwkowy
- Hylophilus pectoralis P.L. Sclater, 1866 – leśniak siwogłowy